# Вань Лэтянь
Вань Лэтянь (кит. трад. 万乐天, упр. 萬樂天, пиньинь Wàn Lètiān; род. 12 августа 2004) ― китайская пловчиха, специализирующаяся в плавании на спине. Бронзовый призёр летних Олимпийских игр 2024 года, двукратный бронзовый призёр чемпионата мира 2025 года.

## Биография
Родилась 12 августа 2004 года в Наньчане, Китай.
На Олимпийских играх 2024 года в Париже сумела завоевать бронзовую олимпийскую медаль в эстафетном заплыве 4 по 100 метров комбинированным стилем в составе китайской команды. В индивидуальном заплыве на 100 метров на спине стала двенадцатой. 
В 2025 году на чемпионате мира в Сингапуре на дистанции 50 метров на спине в финале приплыла третьей с результатом 27,30 секунд, уступив победительнице Кэтрин Беркофф из США 0,22 секунды. В комбинированной эстафете 4 по 100 метров в составе китайской команды стала бронзовым призёром. 